# Haut de gamme

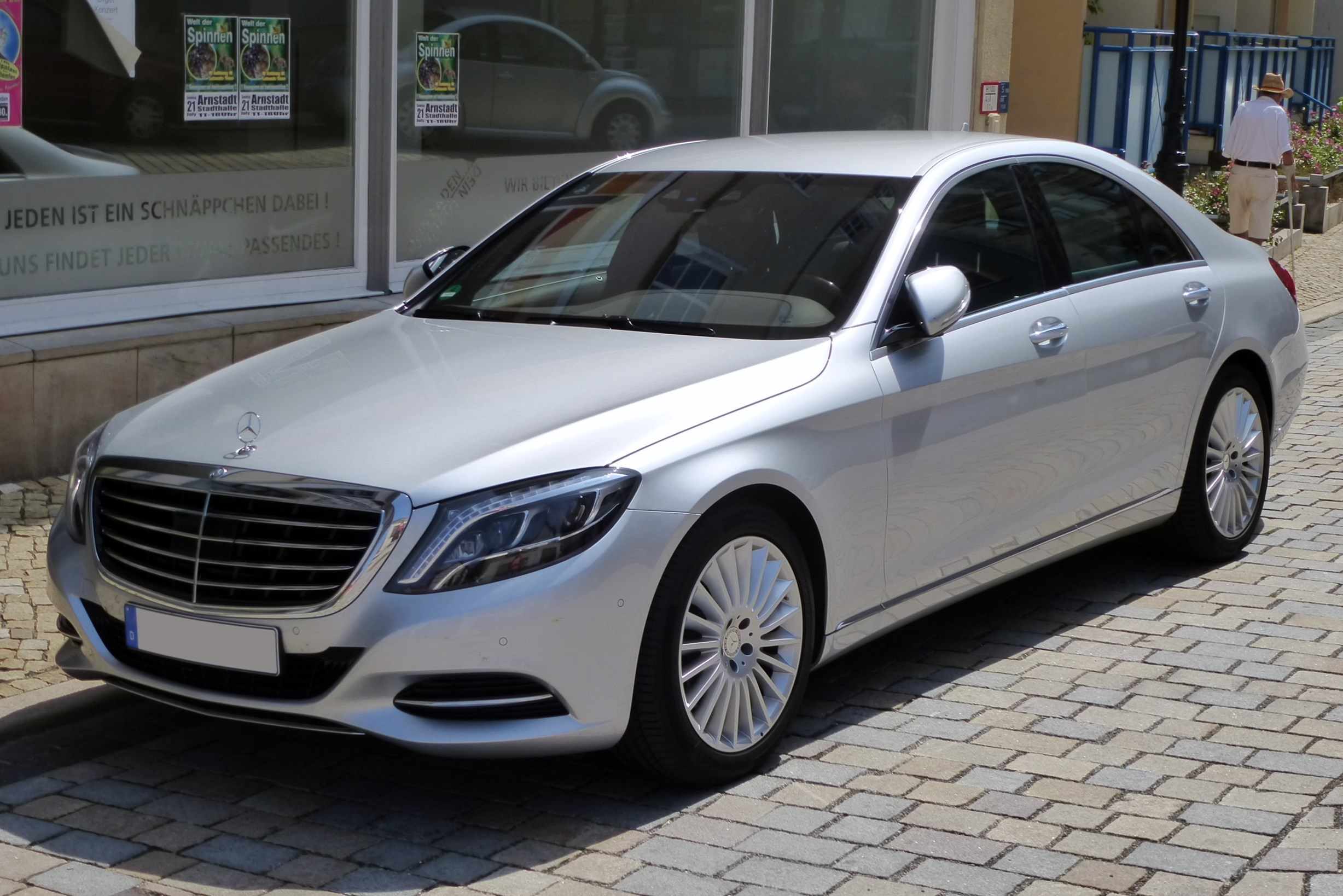
Une Mercedes W 222.

Les produits haut de gamme sont des marchandises, services ou biens immobiliers qui ciblent les consommateurs aux revenus élevés.
Ils sont la partie supérieure de la gamme de produits et évoquent le luxe.
Il existe un domaine entier de littérature sur le sujet des produits haut de gamme.